# Eupatorus hardwickei
Eupatorus hardwickei is een keversoort uit de familie van de Scarabaeidae. De wetenschappelijke naam van de soort is voor het eerst geldig gepubliceerd in 1831 door Hope.